# Verona (Illinois)
Verona es una villa ubicada en el condado de Grundy en el estado estadounidense de Illinois. En el Censo de 2010 tenía una población de 215 habitantes y una densidad poblacional de 515,6 personas por km².

## Geografía
Verona se encuentra ubicada en las coordenadas 41°12′57″N 88°30′18″O / 41.21583, -88.50500. Según la Oficina del Censo de los Estados Unidos, Verona tiene una superficie total de 0.42 km², de la cual 0.42 km² corresponden a tierra firme y (0%) 0 km² es agua.

## Demografía
Según el censo de 2010, había 215 personas residiendo en Verona. La densidad de población era de 515,6 hab./km². De los 215 habitantes, Verona estaba compuesto por el 90.7% blancos, el 0% eran afroamericanos, el 1.86% eran amerindios, el 0% eran asiáticos, el 0% eran isleños del Pacífico, el 4.19% eran de otras razas y el 3.26% pertenecían a dos o más razas. Del total de la población el 9.3% eran hispanos o latinos de cualquier raza.